# Longitarsus weisei
Longitarsus weisei es una especie de insecto coleóptero de la familia Chrysomelidae. Fue descrita científicamente en 1895 por Guillebeau.